# Christa Schmuck
Pour les articles homonymes, voir Schmuck.
Christa Schmuck, née le 25 janvier 1944 à Salzbourg est une ancienne lugeuse ouest-allemande.
Elle a remporté la médaille d'argent en simple aux Jeux olympiques en 1968 à Grenoble, après avoir bénéficié de la disqualification de trois lugeuses est-allemandes alors qu'elle avait terminé à l'origine cinquième.
Schmuck a également réalisé deux podiums aux Championnats du monde, terminant deuxième en 1970 et troisième en 1969 à chaque fois à Königssee. Elle a ajouté deux médailles européennes à son palmarès, l'or en 1967 et le bronze en 1970.